# Bartolo di Fredi
Pour les articles homonymes, voir Fredi.
 (juillet 2025).

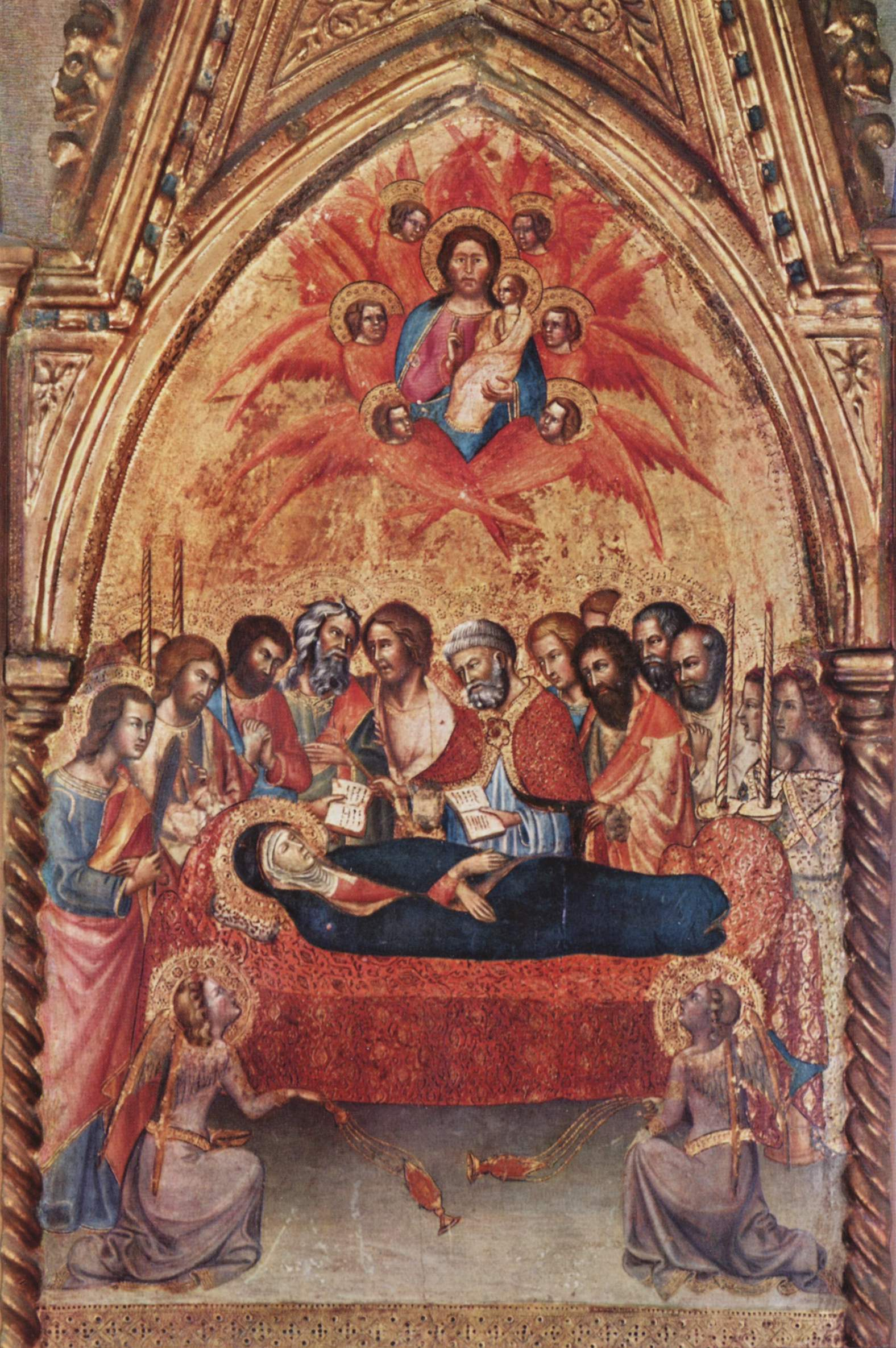
La mort de Marie, Montalcino

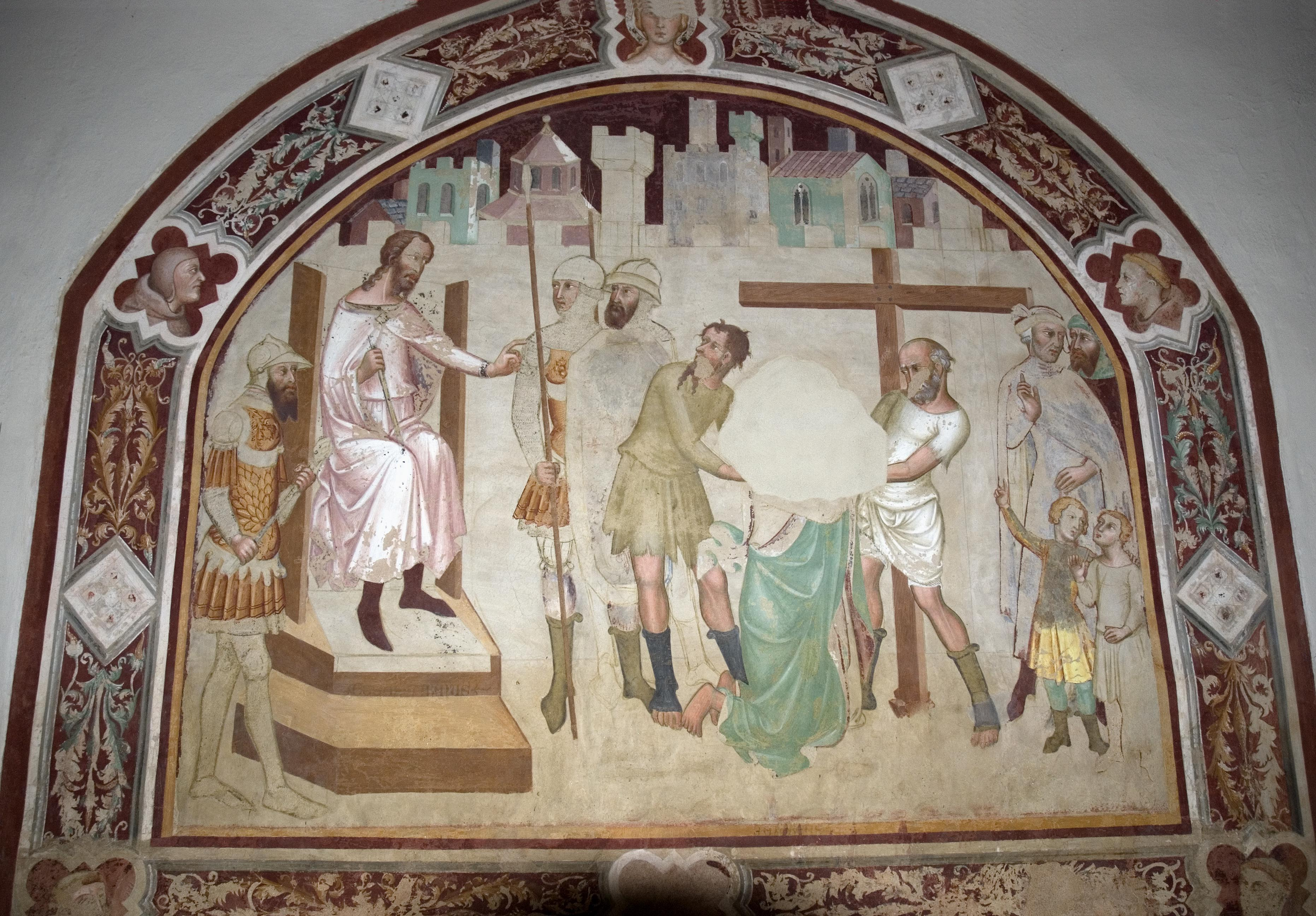
Sant'Andrea condotto al martirio, couvent San Lucchese de Poggibonsi

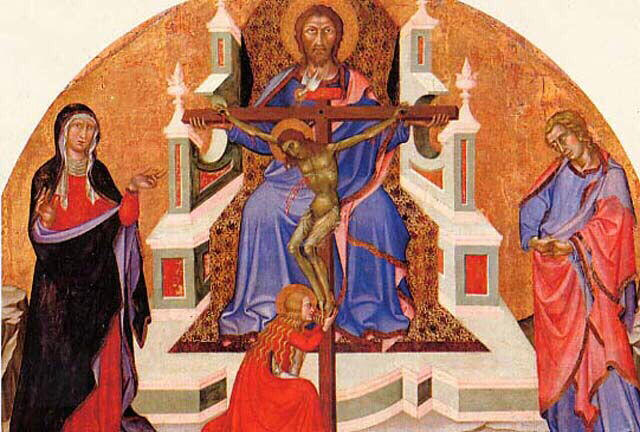
Tableau supérieur du retable de la Trinité, à Chambéry.

Bartolo di Fredi ou Manfredi De Battilori (Sienne, 1330 - Massa, 26 janvier 1410) fut un peintre de l'école siennoise de la période gothique du Trecento qui participa activement à la vie publique de sa ville. Il est aussi connu sous le surnom de Bartolo Battiloro.

## Biographie

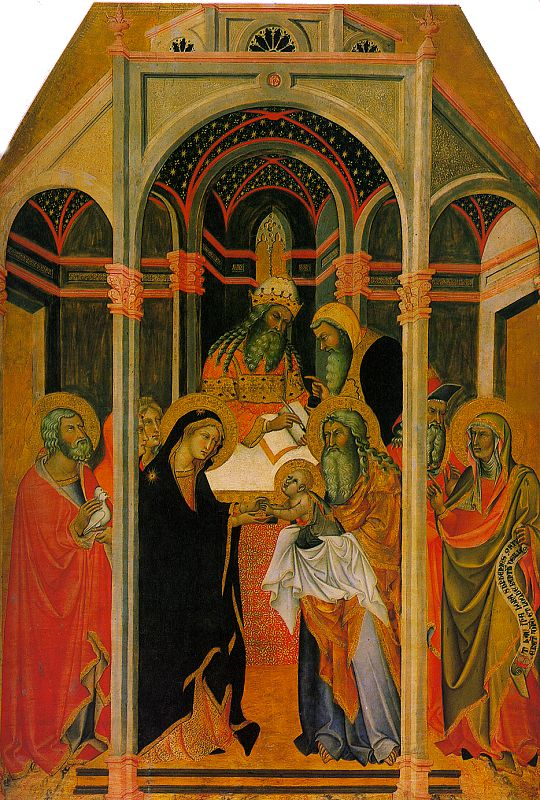
Présentation au Temple, musée du Louvre.

Bartolo di Fredi est l'un des peintres les plus influents qui travaillent à Sienne et dans les villes environnantes dans la seconde moitié du XIVe siècle. Il s'enregistre dans la guilde de cette ville en 1355 ; il a plusieurs enfants, qui sont tous morts avant lui, à l'exception d'Andrea di Bartolo.
À partir de 1353, année où il est mentionné pour la première fois, il est le compagnon d'Andrea Vanni avec qui il ouvre un atelier à Sienne et qu'il aide à décorer la salle du Conseil de la ville en 1361. À partir de 1356, il travaille dans la Collégiale de San Gimignano, à environ 30 km de sa ville natale, où il peint tout le côté de l'allée gauche avec un cycle de fresques de scènes de l'Ancien Testament ; l'œuvre achevée est signée et datée en 1367.
À Sienne, vers 1361, il crée des œuvres, aujourd'hui perdues, au Palazzo Pubblico. Au début de 1367, il est employé, avec Giacomo di Mino, à la décoration de la cathédrale. En 1372, il accède à un poste dans le gouvernement de la ville et est envoyé pour accueillir le nouveau Podestà à son approche de la cité. En 1381, il est lui-même nommé membre du Conseil.
Il obtient de nombreuses commandes de la cathédrale et d'autres églises importantes de la ville de Sienne : entre 1374 et 1409, Bartolo crée des panneaux et des fresques pour de nombreuses chapelles de la cathédrale, perdues ou non identifiées. Pour Moran (1976) et Freuler (1994), le panneau avec l'Adoration des Mages, aujourd'hui à la pinacothèque nationale de Sienne, pourrait provenir de la cathédrale de la ville, même si les fragments de sa prédelle, dont le plus grand est le Christ en croix vénérés par les saints et les saintes du musée Lindenau d'Altenbourg, présentent de nombreuses figures appartenant à l'ordre dominicain au point de suggérer une commission de cet ordre.
À San Gimignano, dans la chapelle à droite du maître-autel de Sant'Agostino, il peint des fresques avec des scènes de la Vie de la Vierge datées de 1374-1375, copiées à partir des scènes perdues qui avaient été peintes par Simone Martini, Ambrogio et Pietro Lorenzetti en 1335 sur la façade de l'hôpital Santa Maria della Scala à Sienne. 
De 1377 à 1380, il s'occupe de la décoration de la chapelle principale de la cathédrale de Volterra. Il réalise aussi un délicieux tableau avec la Vierge à l'Enfant, également appelée Madonna delle Grazie ou della Pietrina, du nom du sanctuaire d'où elle provient, pour la municipalité de Montaione, aujourd'hui dans les dépôts du musée diocésain d'art sacré de Volterra, au Palais épiscopal. 
Deux fresques du couvent San Lucchese à Poggibonsi, Saint André conduit au martyre et Saint Nicolas dei Bari et les trois filles, sont datées du troisième quart du XIVe siècle.
Dans les années quatre-vingt du siècle, Bartolo est engagé dans le cadre de nombreuses commandes pour les églises des divers ordres mendiants de Montalcino. De l'église de San Francesco viennent:
- les fragments d'un polyptyque avec une Déposition de Croix, Saint Jean conduit par l'archange Uriel dans le désert, le Baptême du Christ, la Lévitation du bienheureux Filippino Ciardelli, le Bienheureux Filippino Ciardelli guérit les malades et un fragment de prédelle adapté au XVIIe siècle à une porte de tabernacle avec un Christ dans la tombe, tous datés de 1383, maintenant au musée civique et diocésain d'Art sacré de la ville,
- le grand Polyptyque du sacre de la Vierge, signé et daté de 1388, autrefois démembré et maintenant presque entièrement remonté au musée,
- un triptyque (mais à l'origine un polyptyque) avec la Vierge en majesté avec l'Enfant entre les saints Jean-Baptiste et Jean l'Évangéliste, provenant de la chapelle San Pietro et aujourd'hui au musée Municipal de Lucignano, datable des années 1880.

Du polyptyque peint pour l' église des Augustins Saints Philippe et Jacques, il ne reste qu'une Vierge à l'Enfant, également au musée de la ville de Montalcino
Pour l'église Sant'Agostino de San Gimignano, il peint en 1388 un polyptyque dont un panneau avec la Présentation au temple se trouve maintenant au Louvre et dont le modèle est clairement le panneau d'Ambrogio Lorenzetti qui est conservé aux Offices.
En 1389, Bartolo, assisté de Luca di Tommè, peint le retable de la Compagnie des cordonniers pour la cathédrale de Sienne, puis continue, de cette année jusqu'à sa mort, à fournir des retables pour la cathédrale et d'autres églises de Sienne, qui ont maintenant tous disparu.
Pour la basilique San Domenico à Sienne, Bartolo créé l'Autel de saint Pierre martyre et le Retable Malavolti, daté de 1397  ce dernier est la dernière œuvre qui nous est parvenue, attribuable avec certitude à Bartolo.
En 1410, Bartolo est enterré dans le cloître du couvent de San Domenico à Sienne.

## Style

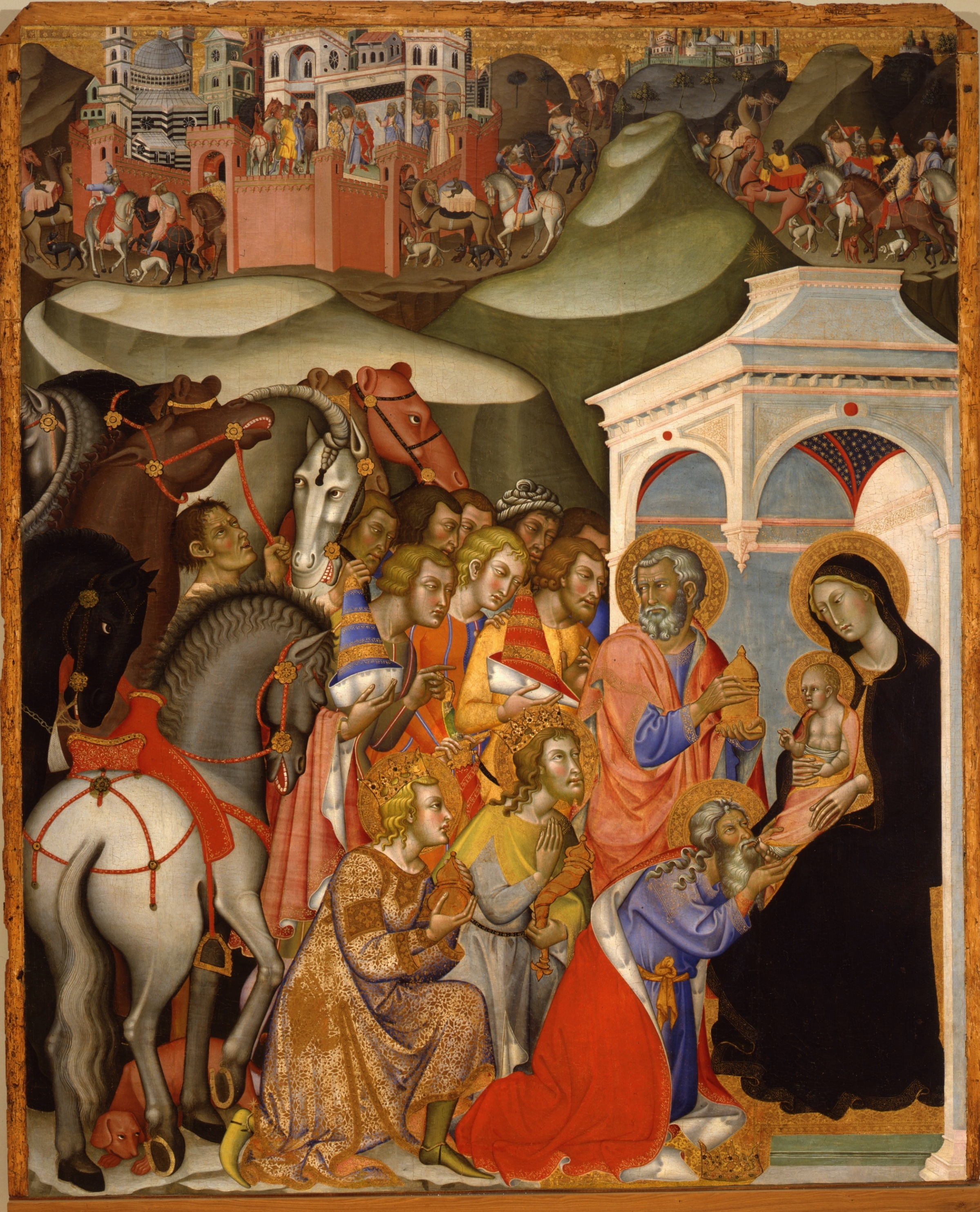
Adoration des Mages, Sienne, Galerie nationale, c. 1375 - 1385.

L'atelier de Bartolo di Fredi est réputé à Sienne et dans sa région. Son style est marqué par le rejet des figures concrètes liées à Pietro Lorenzetti pour favoriser à la place, des compositions  décoratives plus plates dans la façon de Simone Martini et de Duccio. Il combine un esprit d'imagination avec les détails anecdotiques, et pour cela, est réputé pour avoir été un illustrateur fécond.
Son œuvre signée la plus ancienne qui nous soit parvenue est la Madonna della Misericordia qui est aujourd'hui conservée au musée diocésain de Pienza, fortement influencée par les panneaux sur le même sujet de Simone Martini et Lippo Memmi.

## Œuvres
Ses œuvres sont dispersées dans les musées du monde entier : le Honolulu Academy of Arts, le Los Angeles County Museum of Art, le musée du Louvre, le Metropolitan Museum of Art, le musée des Beaux-Arts de Chambéry (France), le musée des Beaux-Arts de Quimper, le musée du Petit Palais (Avignon, France), le Museo Civico e Diocesano d'Arte Sacra (Montalcino, Italie), le Museum of Fine Arts, Boston and l'University of Virginia Art Museum.
- les fresques des scènes de l'Ancien Testament (Épisodes de la vie de Moïse), vers 1365, à la collégiale de San Gimignano
- Martyre de saint André  et Saint Nicolas de Bari, fresques au couvent San Lucchese de Poggibonsi
- Le Retable de la Trinité, polyptyque de quatre tableaux : Sainte Trinité en trône de grâce, Saint Dominique, Saint Christophe, la Visitation de Marie à Élisabeth (1397), au musée des Beaux-Arts de Chambéry, ancienne collection de l'écrivain Paul Bourget (dation Daille du 14/11/1980).
- Ange de l'Annonciation et Vierge de l'Annonciation (1388), 2 parties d'un polyptyque, tempera sur toile, musée d'art du comté de Los Angeles
- La Présentation au temple,
- L'Adoration des bergers,
- Saint Paul, musée des Beaux-Arts de Quimper
- Saint Jean l'évangéliste, musée du Petit Palais (Avignon)
- Madone  avec des saintes et des anges (~1366), détrempe sur bois, 267 cm × 184 cm, Galerie nationale de l'Ombrie, Pérouse
- Mort de Marie et Extase de saint, musée diocésain de Montalcino

## Sources
- (en) Cet article est partiellement ou en totalité issu de l’article de Wikipédia en anglais intitulé « Bartolo di Fredi » (voir la liste des auteurs).

- (it) Cet article est partiellement ou en totalité issu de l’article de Wikipédia en italien intitulé « Bartolo di Fredi » (voir la liste des auteurs).